# 張高翔
張高翔（？—），揚琴演奏家，廣東潮陽谷饶镇人。從小學習潮州音樂，1978年考進廣州音樂學院附屬中學，1984年畢業后考進中央音樂學院，1988年畢業后到中國廣播民族樂團工作。他獲評中國國家1級演員的正高級職稱，並為中國廣播民族樂團副團長。
其妻為胡琴演奏家姜克美。